# شیره کویاما
شیره کویاما (انگلیسی: Chire Koyama؛ زادهٔ ۱۹۶۴) یک بازیکن تنیس روی میز اهل ژاپن است. 
وی در مسابقات کشوری و بین‌المللی در مجموع برنده ۱۰ مدال طلا، ۴ مدال نقره، ۳ مدال برنز شده‌است.